# Malgassophlebia mediodentata
Malgassophlebia mediodentata is een libellensoort uit de familie van de korenbouten (Libellulidae), onderorde echte libellen (Anisoptera).
De wetenschappelijke naam Malgassophlebia mediodentata is voor het eerst geldig gepubliceerd in 2001 door Legrand.